# Pallavolo ai Giochi dei piccoli stati d'Europa - Torneo femminile
Il torneo femminile di pallavolo ai Giochi dei piccoli stati d'Europa si svolge con una cadenza di ogni due anni durante i Giochi dei piccoli stati d'Europa. Introdotto nei giochi nel 1989, due anni più tardi rispetto al maschile, alla competizione partecipano un totali di sei squadre appartenenti alla fascia delle nazioni europee con meno di un milione di abitanti. 

## Edizioni
| Edizione      | Edizione      | Podio       | Podio       | Podio         |
| Anno          | Organizzatore | Campione    | Seconda     | Terza         |
| ------------- | ------------- | ----------- | ----------- | ------------- |
| 1989 Dettagli | Cipro         | Cipro       | San Marino  | Lussemburgo   |
| 1991 Dettagli | Andorra       | Cipro       | Lussemburgo | San Marino    |
| 1993 Dettagli | Malta         | Lussemburgo | San Marino  | Cipro         |
| 1995 Dettagli | Lussemburgo   | Cipro       | San Marino  | Lussemburgo   |
| 1997 Dettagli | Islanda       | Cipro       | Islanda     | San Marino    |
| 1999 Dettagli | Liechtenstein | San Marino  | Cipro       | Islanda       |
| 2001 Dettagli | San Marino    | San Marino  | Cipro       | Malta         |
| 2003 Dettagli | Malta         | Cipro       | Lussemburgo | San Marino    |
| 2005 Dettagli | Andorra       | San Marino  | Cipro       | Lussemburgo   |
| 2007 Dettagli | Monaco        | Cipro       | Lussemburgo | Liechtenstein |
| 2009 Dettagli | Cipro         | Cipro       | San Marino  | Islanda       |
| 2011 Dettagli | Liechtenstein | San Marino  | Cipro       | Lussemburgo   |
| 2013 Dettagli | Lussemburgo   | Cipro       | Lussemburgo | San Marino    |
| 2015 Dettagli | Islanda       | Montenegro  | San Marino  | Islanda       |
| 2017 Dettagli | San Marino    | Cipro       | San Marino  | Lussemburgo   |
| 2019 Dettagli | Montenegro    | Montenegro  | Cipro       | Islanda       |
| 2025 Dettagli | Andorra       | Lussemburgo | Cipro       | Monaco        |

## Medagliere
| Pos. | Squadra       | 1º posto | 2º posto | 3º posto | Totale |
| ---- | ------------- | -------- | -------- | -------- | ------ |
| 1    | Cipro         | 9        | 6        | 1        | 16     |
| 2    | San Marino    | 4        | 6        | 4        | 14     |
| 3    | Lussemburgo   | 2        | 4        | 5        | 11     |
| 4    | Montenegro    | 2        | -        | -        | 2      |
| 5    | Islanda       | -        | 1        | 4        | 5      |
| 6    | Liechtenstein | -        | -        | 1        | 1      |
| 6    | Malta         | -        | -        | 1        | 1      |
| 6    | Monaco        | -        | -        | 1        | 1      |